# Gy. Horváth László műfordításainak listája
Ez a lista Gy. Horváth László József Attila-díjas műfordító összes munkáját tartalmazza, beleértve az újság-, folyóirat- és antológiabeli megjelenéseket is.

## 1970-es évek

### 1974
- William Shakespeare: 12. szonett, in: Filológiai Közlöny, 1974, 1–2. szám[1]
- George Santayana: „Erkölcsi materializmus és idealizmus az amerikai életben” (Materialism and Idealism in American Life), in: Az el nem képzelt Amerika (Az amerikai esszé mesterei), Európa, 1974

### 1975
- William Humphrey: „Az esőcsináló” (The Rainmaker), elbeszélés, in: William Humphrey: Akkor és ott, Európa, 1975
- Jack London: „Hús, semmi más” (Just Meat), elbeszélés, in: Jack London: Messze földön, Európa, 1975
- Bret Harte: „A La Porte-i úriember” (A Gentleman of La Porte), elbeszélés, in: Lélekvesztőn (Klasszikus amerikai elbeszélők), Európa, 1975

### 1977
- Bret Harte: „A Dedlow mocsár” (High-Water Mark), „Száműzöttek” (The Outcasts of Poker Flat), „Hóvihar a Sastanyán” (Snow-Bound at Eagles’ Court), elbeszélések, in: Bret Harte: Idill a Vörös Szurdokban, Európa, 1977
- David Garnett: Pokahontasz avagy Virginia gyöngye (Pocahontas, or the Nonpareil of Virginia), regény, Európa, 1977

### 1978
- Dulat Iszabekov: „Soinkulak”, elbeszélés, in: A díjnyertes ló (Mai kazah elbeszélők), Európa, 1978
- George Byron: Naplók, levelek, Bart Istvánnal és Tótfalusi Istvánnal, Európa, 1978
- Agatha Christie: Függöny (Curtain), bűnügyi regény, in: A titokzatos stylesi eset – Függöny, 1978 (későbbi kiadások: Európa, 2009, 2012, Helikon, 2023)

### 1979
- Nathaniel Hawthorne: „A derűdombi májusfa” (The Maypole of Merry-Mount), elbeszélés, in: Nathaniel Hawthorne: A lelkipásztor fekete fátyla, Európa, 1979
- Willa Cather: „Paul története” (Paul’s Case), „Rosicky szomszéd” (Neighbour Rosicky), elbeszélések, in: Az elveszett kisfiú (Amerikai elbeszélők a két világháború között), Európa, 1979

## 1980-as évek

### 1980
- Robert Jackson: Lángoló hídfő (Dunkirk), tanulmány, Kossuth, 1980
- Walter Scott: Midlothian Szíve (The Heart of Midlothian), regény, Európa, 1980
- Robert Coover: Az utolsó ítélet West Condonban (The Origin of the Brunists), regény, Európa, 1980

### 1981
- Revaz Inanisvili: „Tiniko”, elbeszélés, in: Tiniko (Válogatás másfél évezred grúz prózájából), Európa, 1981
- Guram Pandzsikidze: „Hóesés” (Снежный день), elbeszélés, in: Tiniko (Válogatás másfél évezred grúz prózájából), Európa, 1981
- Avery Corman: Kramer kontra Kramer (Kramer Versus Kramer), regény, Európa, 1981 (későbbi kiadások: Európa, 1986, 2006, 2012)
- Richard Brautigan: Pisztrángfogás Amerikában (Trout Fishing in America), Egy déli tábornok az amerikai polgárháborúban (A Confederate General from Big Sur), két regény, in: Pisztrángfogás Amerikában, Európa, 1981 (későbbi kiadás: Európa, 1983)
- Grace Paley: „Akarni” (Wants), „Élni” (Living), „Aki a terhet viseli” (The Burdened Man), elbeszélések, in: Entrópia (Mai amerikai elbeszélők), Európa, 1981
- Robert Creeley: „A ruha” (The Dress), „A sziget” (Island), elbeszélések, in: Entrópia (Mai amerikai elbeszélők), Európa, 1981

### 1982
- Virginia Woolf: „A folt a falon” (The Mark on the Wall), elbeszélés, in: Ellenfelek (Angol elbeszélők a két világháború között), Európa, 1982
- Evelyn Waugh: „Mr. Loveday kis kirándulása” (Mr Loveday’s Little Outing), elbeszélés, in: Ellenfelek (Angol elbeszélők a két világháború között), Európa, 1982
- Truman Capote: Mozart és a kaméleonok (Music for Chameleons), elbeszéléskötet, Bart Istvánnal és Osztovits Leventével, Európa, 1982 (későbbi kiadások: Fiesta/Saxum, 1998, Európa, 2009)
- Leonard Schrader: Jakuzák (Yakuza), bűnügyi regény, Rakéta Regényújság, 1982, IX. évfolyam, 4–10. szám (későbbi kiadás: Magvető, 1990)[2]

### 1983
- John Fowles: A francia hadnagy szeretője (The French Lieutenant’s Woman), regény, Európa, 1983 (későbbi kiadások: Magyar Könyvklub, 1998, Európa, 2006, 2016, 2023)
- Graham Shelby: Sötét lovagok (The Knights of Dark Renown), Hiú királyok (The Kings of Vain Intent), két regény egy kötetben, Európa, 1983
- V. S. Naipaul: A nagy folyó kanyarulatában (The Bend in the River), regény, Európa, 1983 (későbbi kiadás: Cartaphilus, 2001)
- Linda J. LaRosa – Barry Tanenbaum: Ki nevet a végén? (The Random Factor), bűnügyi regény, Rakéta Regényújság, 1983, X. évfolyam, 6–14. szám[3]
- Arthur Conan Doyle: „Sherlock Holmes elbúcsúzik” (His Last Bow: An Epilogue of Sherlock Holmes), elbeszélés, in: Rakéta Regényújság, 1983, X. évfolyam, 30. szám[4]

### 1984
- Joseph Sheridan Le Fanu: „Sir Robert Ardagh” (The Fortunes of Sir Robert Ardagh), „Ultor de Lacy”, elbeszélések, in: Joseph Sheridan Le Fanu: Fogadó a Repülő Sárkányhoz, Európa, 1984
- Anne Brontë: Agnes Grey, regény, Európa, 1984 (későbbi kiadások: Holnap, 1999, Ulpius-ház, 2006, Lazi, 2011, Holnap, 2012, 2021)
- Frederick Forsyth: „Profi munka” (No Comebacks), elbeszélés, in: Rakéta Regényújság, 1984, XI. évfolyam,  23. szám (későbbi kiadás: Frederick Forsyth: Profi munka, Gondolat, 1990)[5]

### 1985
- Sherwood Anderson: „Meggyújtatlan lámpák” (Unlighted Lamps), elbeszélés, in: Amerikai elbeszélők, Európa, 1985
- Ed Mazzaro: Chicagói történet (One Death in the Red), bűnügyi regény, Európa, 1985
- Christopher Hampton: Teljes napfogyatkozás (Total Eclipse), színmű, in: Christopher Hampton: Hollywoodi mesék, Európa, 1985
- Richard Salem [Graham Shelby]: Friss vér (New Blood), horrorregény, Rakéta Regényújság, 1985, XII. évfolyam, 24–28. szám[6]

### 1986
- E. M. Forster: „A szabadság Angliában” (Liberty in England), esszé, in: Könyörgés nyilvános költészetért (Tanulmányok, esszék, vitairatok a harmincas évek szocialista angol irodalmából), Európa, 1986
- W. Somerset Maugham: „Az áruló” (The Traitor), elbeszélés, in: W. Somerset Maugham: Ashenden, a hírszerző, Európa, 1986 (későbbi kiadás: Holnap, 2007)
- Joseph Conrad: A titkosügynök (The Secret Agent), regény, Európa, 1986 (későbbi kiadások: Kriterion, 1989, Könyvmolyképző, 2007, 2020)
- Richard Brautigan: Hogy el ne fújja mind a szél (So the Wind Won’t Blow It All Away), regény, Európa, 1986 (későbbi kiadás: Cartaphilus, 2000)

### 1987
- Karen Blixen: Volt egy farmom Afrikában (Out of Africa), önéletrajzi regény, Európa, 1987 (későbbi kiadások: Európa, 2005, 2007, 2014, Távol Afrikától címmel: Európa, 2021)
- James Clavell: A sógun (Shogun), regény, Európa, 1987 (későbbi kiadások: Magyar Könyvklub, 1993, Könyvmolyképző, 2006, 2016, 2020)
- Edward Kidder: Az ősi Japán (Ancient Japan), tanulmány, Helikon, 1987

### 1989
- Paul Scott: A skorpió napja (The Day of the Scorpion), regény, in: Paul Scott: A korona ékköve I–IV., Európa, 1989
- D. T. Suzuki: „Előadások a zen-buddhizmusról” (Lectures of Zen Buddhism), in: E. Fromm – D. T. Suzuki: Zen-buddhizmus és pszichoanalízis, Helikon, 1989 (későbbi kiadás: Helikon, 2006)

## 1990-es évek

### 1990
- Anthony Burgess: Gépnarancs (A Clockwork Orange), regény, Európa, 1990 (későbbi kiadások: Európa, 2000, 2007, 2010, 2012, 2014, Trubadúr, 2016, Helikon, 2019, 2021)
- Jerzy Kosinski: A festett madár (The Painted Bird), regény, Európa, 1990 (későbbi kiadások: Európa, 2007, Helikon, 2020)

### 1991
- Aczél Tamás: Illuminációk (Illuminations), regény, Európa, 1991

### 1992
- John Updike: Nyúlszív (Rabbit at Rest), regény, Európa, 1992 (későbbi kiadások: Európa, 2003, 21. Század, 2021)
- P. G. Wodehouse: Talált pénz (Money for Nothing), regény, Európa, 1992
- Jim Crace: „Tüzelés” (On Heat), elbeszélés, in: Test és tükör (Mai angol elbeszélők), Európa, 1992

### 1993
- Richard Brautigan: „A gyep bosszúja” (The Revenge of the Lawn), „Egy 1962-es Cotton Mather-filmhíradó” (1692 Cotton Mather Newsreel), „1/3, 1/3, 1/3”, elbeszélések, in: Nagyvilág, 1993. május

### 1994
- Lawrence Norfolk: A Lemprière-lexikon (Lemprière’s Dictionary), regény, Európa, 1994 (későbbi kiadások: Athenaeum, 2001, Libri, 2014)
- Aczél Tamás: A vadászat (The Hunt), regény, Európa, 1994

### 1995
- Umberto Eco: „A Servandoni utca különös esete”, „Fiktív jegyzőkönyvek”, esszék, in: Umberto Eco: Hat séta a fikció erdejében, Európa, 1995
- Tim O’Brien: „Miről ismerszik meg az igaz háborús történet” (How to Tell a True War Story), elbeszélés, in: Nagyvilág, 1995, 5–6. szám[7]

### 1996
- Andy McNab: Hívójele: Bravó Kettő Nulla. Egy SAS-járőr igaz kalandjai a sivatagban (Bravo Two Zero), tényregény, Magyar Könyvklub, 1996
- John Updike: „Az élet alkonyán” (The Afterlife), „Tücsök testvér” (Brother Grasshopper), „A farmház” (A Sandstone Farmhouse), elbeszélések, in: John Updike: Az élet alkonyán, Európa, 1996
- Joszif Brodszkij: „Gyűjtőknek való” (Collector’s Item), esszé, in: Nagyvilág, 1996, 9–10. szám (későbbi kiadás: Joszif Brodszkij: Gyűjtőknek való, Európa, 1998)[8]

### 1997
- Andy McNab: Bevetésre készen! (Immediate Action), önéletrajz, Magyar Könyvklub, 1997
- Viktor Jerofejev: „A kalucsni”, „A lányka és a halál”, elbeszélések, in: Viktor Jerofejev: Élet egy idiótával, Európa, 1997

### 1998
- Patrick Leigh Fermor: „Budapest”, esszé, in: Nagyvilág, 1998. március–április
- Viktor Jerofejev: „Reggeli csoda”, „Kéregmozgás”, „A ló meg a kunyhó”, „Stílus, stílus, stílus”, „Optyina remetelak és a rúzs”, „Ki fél Francis Bacontől?”, „Elveszi az Úr a bábát, szüzet ad helyette”, „Don't complain, azaz ne siránkozz”, „Barátom, Sade márki”, „A szex mint sport”, „Bakkecskék”, „Ágy és pamlag között”, elbeszélések, in: Viktor Jerofejev: Férfiak, Európa, 1998
- Tim O’Brien: A katona legszebb álma (Going After Cacciato), regény, Európa, 1998

### 1999
- Paul Johnson: „Bertrand Russell: A sületlen logika esete” (Bertrand Russell: A Case of Logical Fiddlesticks), esszé, in: Paul Johnson: Értelmiségiek, Európa, 1999

## 2000-es évek

### 2000
- Misima Jukio: „Az apród”, regényrészlet (A termékenység tengere), in.: Nagyvilág, 2000. december

### 2001
- Vaszilij Grosszman: Élet és sors (részlet), regény, in: Nagyvilág, 2001. június
- John Updike: „Nyúlfark” (Rabbit Remembered), kisregény, in: John Updike: Nyúlfark és más történetek, Európa, 2001 (későbbi kiadások: John Updike: Nyúlfark, Európa, 2003, 21. Század, 2021)
- Richard Brautigan: A gyep bosszúja (Revenge of the Lawn), elbeszéléskötet, Cartaphilus, 2001

### 2002
- John Updike: Majd ha fagy (A Month of Sundays), regény, Európa, 2002

### 2003
- John Updike: „Walter Briggs”, „A lankadatlan vágy” (The Persistence of Desire), „Csendélet” (Still Life), „Biztonságérzet” (A Sense of Shelter), „Feleséghódítás” (Wife-Wooing), „Arkangyal” (Archangel), „Sosem fogod megtudni, mennyire szeretlek” (You’ll Never Know, Dear, How Much I Love You), „A csillagász” (The Astronomer), „A strandőr” (Lifeguard), „Varjú az erdőben” (The Crow in the Woods), „Csupasz föld, templomba járás, egy haldokló macska, egy becserélt autó” (Packed Dirt, Churchgoing, A Dying Cat, A Traded Car), elbeszélések, in: John Updike: Galambtollak, Európa, 2003

### 2004
- John Updike: „Futballidény” (In Football Season), „Az indián” (The Indian), „A nézés” (The Stare), „Ikerágyak, Rómában” (Twin Beds in Rome), „A szeretőmnek piszkos a körme” (My Lover Has Dirty Fingernails), „Harv szánt odaát” (Harv is Plowing Now), „A mentés” (The Rescue), „Sötétben” (The Dark), „A családi rét” (The Family Meadow), „A remete” (The Hermit), elbeszélések, in: John Updike: A zeneiskola, Európa, 2004
- Yann Martel: Pi élete (Life of Pi), Szász Imrével, regény, Európa, 2004 (későbbi kiadások: Európa, 2007, 2010, 2012, 2013, 2014, 2020, 2022)
- Robert Louis Stevenson: A Kincses-sziget (Treasure Island), regény, Európa Diákkönyvtár, 2004
- Sting: Széttört zene (Broken Music), M. Nagy Miklóssal, önéletrajz, Európa, 2004 (későbbi kiadás: Európa, 2017)
- Katherine Mansfield: „A boltosasszony” (The Woman at the Store), „Illetlen utazás” (An Indiscreet Journey), „Fúj a szél” (The Wind Blows), „Ecetes uborka” (A Dill Pickle), in: Katherine Mansfield: Elbeszélések, Európa, 2004

### 2005
- Rudyard Kipling: „Az út vége” (At the End of the Passage), elbeszélés, in: Huszadik századi brit novellák, Noran, 2005
- Frank O’Connor: „A nemzet vendégei” (Guests of the Nation), elbeszélés, in: Huszadik századi brit novellák, Noran, 2005
- John Updike: Falvak (Villages), regény, Európa, 2005
- Virginia Woolf: Jacob szobája (Jacob’s Room), regény, Európa, 2005

### 2006
- John Updike: „Barátok, Philadelphiából” (Friends from Philadelphia), „Holnap és holnap és így tovább” (Tomorrow and Tomorrow and So Forth), „Fogós kérdések a fogászaton” (Dentistry and Doubt), „Vasárnapi ugratás” (Sunday Teasing), „Trillió lábnyi gáz” (A Trillion Feet of Gas), „Vérfertőzés” (Incest), „Közbenjárás” (Intercession), elbeszélések, in: John Updike: Ugyanaz az ajtó, Európa, 2006
- Winston Churchill: Sohase engedjetek!: Winston Churchill legjobb beszédei (Never Give In! The Best of Winston Churchill’s Speeches), Európa, 2006
- J. R. R. Tolkien: A hobbit, regény, Európa, 2006 (későbbi kiadások: Európa, 2011, 2012, 2013, 2014, 2017, Magvető, 2018, 2019, 2020, 2021, 2022, 2023)
- Edgar Allan Poe: „A fekete macska” (The Black Cat), „A Vörös Halál maszkja” (The Masque of the Red Death), „Hoppsza-béka” (Hop-Frog), „Az Usher-ház pusztulása” (The Fall of the House of Usher), kivonatos illusztrált elbeszélések, in: Edgar Allan Poe: Rémtörténetek (Edgar Allan Poe’s Tales of Mystery and Madness Illustrated by Gris Grimley), Európa, 2006
- Edgar Allan Poe: „Egy akó amontillado” (The Cask of Amontillado), „Az Usher-ház pusztulása” (The Fall of the House of Usher), elbeszélések, in: Edgar Allan Poe: A Morgue utcai kettős gyilkosság és más rejtelmes történetek, Alexandra, 2006

### 2007
- Marina Cvetajeva: „Lennék gyengéd, zajos meg ádáz...” (Быть нежной, бешеной и шумной...), Baka Istvánnal, „A városon, mit Péter elvetett...” (Стихи о Москве), „A messzeségbe hív utad...” (Уедешь в далние края...), „Kérdezem áradatát ama bővizü Donnak...” (Буду выспрашивать воды широкого Дона...), „A válás” (Разлука), Baka Istvánnal, versek, in: Marina Cvetajeva versei, Európa, Lyra Mundi, 2007

### 2008
- Raymond Chandler: Asszony a tóban (The Lady in the Lake), bűnügyi regény, Európa, 2008 (későbbi kiadás: 21. Század, 2020)
- Ross Macdonald: Áldozat kerestetik (Find A Victim), bűnügyi regény, Európa, 2008
- Agatha Christie: A vád tanúja (The Witness for the Prosecution), elbeszéléskötet, Európa, 2008 (későbbi kiadások: Európa, 2011, Helikon, 2017, 2018, 2021)
- Agatha Christie: Poirot első esetei (Poirot’s Early Cases), elbeszéléskötet, Európa, 2008 (későbbi kiadás: Európa, 2010)
- Bernard Shaw: Összetört szívek háza (Heartbreak House), in: Bernard Shaw: Színművek I–II., Európa, 2008
- Susan Sontag: „1926... Paszternak, Cvetajeva, Rilke”, „2001. szeptember 11.”, „Néhány héttel később” (A Few Weeks After), „Egy évvel később” (One Year After), „Az irodalom maga a szabadság” (Literature Is Freedom), esszék, in: Susan Sontag: Egyidőben, Európa, 2008

### 2009
- Raymond Chandler: Visszajátszás (Playback), bűnügyi regény, Európa, 2009
- Ross Macdonald: Fekete pénz (Black Money), bűnügyi regény, Európa, 2009
- Macuo Basó: 162 haiku, in: Macuo Basó: 333 haiku, Tandori Dezsővel, Európa, Lyra Mundi, 2009
- Muraszaki udvarhölgy (Muraszaki Sikibu): Gendzsi szerelmei (Gendzsi monogatari), regény, Európa, 2009

## 2010-es évek

### 2010
- Ross Macdonald: Mozgó cél (The Moving Target), bűnügyi regény, Európa, 2010
- Stephen King: „Amiket hátrahagytak” (The Things They Left Behind), elbeszélés, in: Stephen King: Napnyugta után, Európa, 2010

### 2011
- Agatha Christie: A pollensai probléma (Problem at Pollensa Bay), elbeszéléskötet, Európa, 2011
- Carson McCullers: Egy arany szem tükrében (Reflections in a Golden Eye), regény, Európa, 2011

### 2012
- Mark Lawrence: Tövisek Hercege (Prince of Thorns), fantasyregény, Fumax, 2012 (későbbi kiadások: Fumax, 2014, 2016)
- Karl Marlantes: Matterhorn, Tábori Zoltánnal, regény, Európa, 2012

### 2013
- Mark Lawrence: Tövisek Királya (King of Thorns), fantasyregény, Fumax, 2013 (későbbi kiadás: Fumax, 2015)
- Mark Lawrence: Tövisek Császára (Emperor of Thorns), fantasyregény, Fumax, 2013 (későbbi kiadás: Fumax, 2015)
- Warren Murphy – Richard Shapir: A Pusztító színre lép (Created, the Deystroyer), bűnügyi regény, Európa, 2013
- Warren Murphy – Richard Shapir: Halálsakk (Death Check), bűnügyi regény, Európa, 2013

### 2014
- David Benioff: Tolvajok tele (City of Thieves), regény, Fumax, 2014
- Sebastian Faulks: Madárdal (Birdsong), regény, Európa, 2014
- Mark Lawrence: Bolondok Hercege (Prince of Fools), fantasyregény, Fumax, 2014
- Vladimir Nabokov: „Az erdei manó” (The Wood-Sprite), „A sárkány” (The Dragon), „A karácsonyi történet” (The Christmas Story), elbeszélések, in: Vladimir Nabokov: Egy naplemente részletei (Összegyűjtött elbeszélések, I.), Európa, 2014

### 2015
- William Golding: A Legyek Ura (Lord of the Flies), regény, Európa, 2015 (későbbi kiadások: Európa, 2017, 2018, 2019, 2021, 2023)
- John Williams: Stoner, regény, Park, 2015 (későbbi kiadások: Park, 2018, 2020, 2021, 2022)
- Thomas Pynchon: Kísérleti fázis (Bleeding Edge), regény, Magvető, 2015
- Mark Lawrence: A hazug kulcsa (The Liar’s Key), fantasyregény, Fumax, 2015
- Vladimir Nabokov: „Az Admiralitás tűje” (The Admiralty Spire), „Natasa”, elbeszélések, in: Vladimir Nabokov: Első szerelem (Összegyűjtött elbeszélések, II.), Európa, 2015

### 2016
- Lorrie Moore: Köszönöm, hogy meghívtál (Bark), elbeszéléskötet, Park, 2016
- John Williams: Augustus, regény, Park, 2016 (későbbi kiadás: Park, 2022)
- Richard Flanagan: Keskeny út északra (The Narrow Road to the Deep North), regény, Jelenkor, 2016
- Mark Lawrence: Az Osheimi Kerék (The Wheel of Osheim), fantasyregény, Fumax, 2016

### 2017
- Truman Capote: Pille a lángban (The Early Stories of Truman Capote), elbeszéléskötet, Európa, 2017
- Radclyffe Hall: A magány kútja (The Well of Loneliness), regény, Park, 2017
- John Williams: Butcher's Crossing, regény, Park, 2017 (későbbi kiadás: 2018)
- Colson Whitehead: A föld alatti vasút (The Underground Railroad), regény, 21. Század, 2017
- Agatha Christie: „Poirot és a rejtély a regattán” (Poirot and the Regatta Mystery), elbeszélés, in: Agatha Christie: A vád tanúja, Helikon, 2017

### 2018
- Ivan Turgenyev: Senilia, prózaversek, Európa, 2018
- Agatha Christie: Temetni veszélyes (After the Funeral), bűnügyi regény, Helikon, 2018
- John Updike: Nyúlcipő (Rabbit, Run), regény, 21. Század, 2018
- Kamila Shamsie: A fiúk hazatérnek (Home Fire), regény, Park, 2018
- Misima Jukio: Egy maszk vallomásai (Kamen no kokuhaku), regény, Jelenkor, 2018
- J. R. R. Tolkien: Beren és Lúthien (Beren and Luthien), Európa, 2018 (későbbi kiadás: Európa, 2021)
- James L. Dickey: „Zuhanás” (Falling), vers, in: Stephen King és Bev Vincent (szerk.): Rettegés a felhők felett, Európa, 2018

### 2019
- Agatha Christie: „A kéneus felesége” (The Wife of the Kenite), elbeszélés, in: Agatha Christie: Az utolsó szeánsz (Természetfölötti novellák), Helikon, 2019
- John Updike: Nyúlketrec (Rabbit Redux), regény, 21. Század, 2019
- Ivan Turgenyev: Apák és fiúk (Отцы и дети), regény, Helikon, 2019
- James Fenimore Cooper: Az utolsó mohikán (The Last of the Mohicans), regény, Park, 2019
- John Updike: Nyúlháj (Rabbit Is Rich), regény, 21. Század, 2019

## 2020-as évek

### 2020
- Thomas Hardy: Távol a világ zajától (Far from the Madding Crowd), regény, Lazi, 2020
- Anna Starobinets: A farkaslak (Логово волка, Állati nyomozók 1.), meseregény, Európa, 2020
- Anna Starobinets: A ragadozó jogai (Право хищника, Állati nyomozók 2.), meseregény, Európa, 2020
- Esi Edugyan: Washington Black, regény, 21. Század, 2020

### 2021
- Anna Starobinets: A Harag Karmai / A Fosztogató (Когти гнева / Щипач, Állati nyomozók 3–4.), két meseregény egy kötetben, Európa, 2021
- Kamila Shamsie: „Séta” (The Walk), elbeszélés, in: Dekameron projekt (29 új novella a járvány idejéből), Athenaeum, 2021
- Yiyun Li: „A magnólia alatt” (Under the Magnolia), elbeszélés, in: Dekameron projekt (29 új novella a járvány idejéből), Athenaeum, 2021
- Andrew O’Hagan: „Emléktárgyak” (Keepsakes), elbeszélés, in: Dekameron projekt (29 új novella a járvány idejéből), Athenaeum, 2021
- Dinaw Mengestu: „Így szoktunk játszani” (How We Used to Play), elbeszélés, in: Dekameron projekt (29 új novella a járvány idejéből), Athenaeum, 2021
- Edwidge Danticat: „Ez az egy” (One Thing), elbeszélés, in: Dekameron projekt (29 új novella a járvány idejéből), Athenaeum, 2021
- Esi Edugyan: „Ki a falhoz” (To the Wall), elbeszélés, in: Dekameron projekt (29 új novella a járvány idejéből), Athenaeum, 2021
- Rivers Solomon: „Megfontolt lányok” (Prudent Girls), elbeszélés, in: Dekameron projekt (29 új novella a járvány idejéből), Athenaeum, 2021
- Uzodinma Iweala: „Álom” (Sleep), elbeszélés, in: Dekameron projekt (29 új novella a járvány idejéből), Athenaeum, 2021
- Lev Tolsztoj: Anna Karenyina (Анна Каренина), regény, Európa, 2021, 2023

### 2022
- Lev Tolsztoj: Háború és béke (Война и мир), regény, 21. Század, 2022, 2023

### 2023
- Lev Tolsztoj: Feltámadás (Воскресение), regény, 21. Század, 2023

### 2024
- Jesmyn Ward: Most leszállunk innen (Let Us Descend), regény, 21. Század, 2024
- Andrea Mara: Senki nem látott semmit (No One Saw a Thing), bűnügyi regény, 21. Század, 2024
- Alekszej Navalnij: Hazafi (Patriot), önéletrajz, Bartók Imrével és M. Nagy Miklóssal, Helikon, 2024

### 2025
- Janice Hallett: Az alpertoni angyalok rejtélyes esete (The Mysterious Case of the Alperton Angels), bűnügyi regény, Next21 Kiadó, 2025